# Roales de Campos
Roales de Campos – gmina w Hiszpanii, w prowincji Valladolid, w Kastylii i León, o powierzchni 22,7 km². W 2011 roku gmina liczyła 198 mieszkańców.